# Lijst van automerken naar land
Hieronder een lijst van automerken per land, waarbij opgemerkt moet worden dat verschillende merken failliet gingen, opgekocht werden, of in andere merken over zijn gegaan, en dus tegenwoordig niet meer bestaan.
Zie ook de alfabetische pendant van deze lijst.

## Argentinië
- Autoar
- Bessia
- Castrosua

## Australië
- Alpha Sports
- Amuza
- Australian Kitcar
- Birchfield
- Bolwell
- Bomac
- Carbontech
- Classic Glass
- Classic Revival
- Cobra Craft
- Daktari
- Daytona
- Deuce Customs
- Devaux
- DRB
- Elfin
- Evans
- Finch
- FPV
- G-Force
- Hartnett
- Holden
- Homebush
- HSV
- Kraftwerkz
- Lightburn
- Piper
- PRB
- Python (auto)
- RMC
- Roaring Forties
- Robnell

## Azerbeidzjan
- NAZ (in Nachitsjevan)

## België
- ADK
- Alfa Legia
- ALP
- Altona
- Antoine
- APAL
- Aquila
- Astra
- Ateliers Teixeira Automobiles (ATA)
- Auto-Mixte
- Bastin
- Beckett & Farlow
- Belga
- Belgica
- Bovy
- CIE
- Edran
- Escol
- Excelsior
- Fab
- FD
- Fif
- FN
- Fondu
- Germain
- Gillet
- Imperia
- Imperia-Abadal
- L&B
- Linon
- Metallurgique
- Meeussen
- Miesse
- Minerva
- Nagant
- Oracle
- Pieper
- Pipe
- Saroléa
- Sniper
- Springuel
- Vincke
- Vivinus
- Widi
- Zelensis

## Brazilië
- Adamo
- Agrale
- Bianco
- BRM
- DKW-Vemag
- Engesa
- FNM
- Gurgel
- Malzoni (1964-1966)
- Malzoni (1975-1976)
- Puma
- Rastrojero

## Bulgarije
- Madara

## Canada
- Bricklin
- Maple Majestic
- McLaughlin

## China
- Aiways
- Beijing
- Brilliance
- Byton
- Chang'an Motors
- Chery
- Chuanlu
- Datong
- Dong-Feng
- Dongnan
- Dongyu
- FAW
- Geely
- Great Wall Motor
- Guang-Dong
- Hafei Motor
- Heibao
- Hong-Yan
- Hongqi
- Hunan
- Jiaotong
- Jie-Fang
- Jinbei
- Jing-Gang
- Jinwa
- Landwind
- Li Auto
- Lifan
- Linghe
- Lynk & Co
- Nio
- Ora
- Qoros
- Shanghai
- SAIC
- Shenwei
- Shenyang
- Wuhan
- Wuling
- Xiali
- Yan Pai
- Yangzi
- Ycaco
- Yuejin
- Xpeng Motors
- Zhejiang Wanfeng Auto Group
- Zhongxing

## Denemarken
- Bremsbilen
- Dansk
- DK
- Hammel
- Kewett
- Triangel
- Zenvo

## Duitsland
- AGA
- Amphicar
- Audi
- Auto-Union
- Apollo
- Benz
- Bitter
- Borgward
- BMW
- Daimler
- DKW
- EMW
- Garbaty
- Glas
- Goggomobil
- Goliath
- Gumpert
- Hanomag
- Hansa
- Heinkel
- Henschel
- Horch
- Kleinschnittger
- Lloyd
- Magirus
- Maurer-Union
- Maybach
- Mercedes
- Mercedes-Benz
- Merkur
- Messerschmitt
- Miele
- NSU
- Opel
- Porsche
- Protos
- Rex-Simplex
- Smart
- Stoewer
- Titan
- Trabant
- Veritas
- Volkswagen (VW)
- Wartburg
- Wanderer
- Wiesmann
- Zwickau
- Zato
- Zaschka
- Zender
- Zündapp

## Egypte
- Nasr
- Ramses

## Estland
- ESTfield (door Racetech)

## Finland
- AC Electric Vehicles
- Elcat
- Finlandia
- RaceAbout
- Toro
- Valmet

## Frankrijk
- Aixam
- Ajax
- Alda
- ALM
- Alpine, ook Alpine-Renault
- Amilcar
- Ariès
- Arola
- Astra
- Audibert & Lavirotte
- Auto (automerk)
- Auverland
- AVA
- Baboulin
- Bignan
- BNC
- Bonnet
- Bugatti
- Brasier
- Bucciali
- CGV
- Chappe et Gessalin (CG)
- Charles Deutsch (CD)
- Charron
- Chatenet
- Christiane-Huit
- Citroën
- Clément Bayard
- Coste
- Cottin & Desgouttes
- Cournil
- DB
- De Dion-Bouton
- Delage
- Delahaye
- Delamare-Deboutteville
- Delaunay-Belleville
- Facel Vega
- Georges Irat
- Gobron-Brillié
- Gordini
- Grégoire
- Hispano-Suiza
- Hommell
- Hotchkiss
- Le Zèbre
- Ligier
- Lorraine-Dietrich
- Mega
- Mathis
- Matford (joint venture van Mathis en Ford werd Ford Frankrijk)
- Matra
- Motobloc
- Panhard
- Panhard et Levassor
- Philos
- Peugeot
- Renault
- Rochet-Schneider
- Rolland-Pilain
- Rosengart
- Simca
- Sizaire-Naudin
- Talbot
- Talbot-Lago
- Tracta
- UMAP
- Voisin

## Ghana
- Kantaka Cars

## Griekenland
- MotorCar
- Namco
- SK

## Hongarije
- Alba Regia (prototype; zie: Székesfehérvári Motorjavító Vállalat)
- Arsenal (Later: Imperial en nog later: Noel)
- Balaton (prototype; zie: Székesfehérvári Motorjavító Vállalat)
- Csepel
- Fejes
- Ganz
- MÁG (ook bekend als Magosix en Magomobil)
- MÁVAG (Ford in licentie)
- MARTA
- Méray
- Phönix, later MÁG
- Puli (eerst geschreven als Pouli)
- Röck
- Rába (1912-1939)
- Szám Géza
- Székesfehérvári Motorjavító Vállalat
- Uhri (1913-1929, zie ook Ikarus)
- Unitas
- Úttörő
- WM (1928-1945, daarna Csepel)

## Ierland
- Peerless Dublin Ltd
- Thomond
- Shamrock

## IJsland
- Vinland

## India
- Bajaj Auto
- Bajaj Tempo
- Hindustan
- Mahindra
- Maruti
- Premier
- Reva
- San Storm
- Sipani
- Tata

## Indonesië
- Bakrie
- Bimantara
- Demmo
- Gang Car
- GEA
- Italindo
- Kancil
- Maleo
- Marlip
- Marvia
- Srikandi
- Tawon
- Texmaco
- Timor

## Iran
- Farassa
- Fath
- Iran Khodro
- Kish Khodro
- Morattab
- MVM
- Pars Khodro
- Paykan
- Saipa
- Shahbazzadeh
- Sherkate
- Talash
- Zamyad
- Zarin Khodro

## Israël
- AIL
- Autocars
- Carmel
- Sabra
- Susita

## Italië
- Abarth
- Alfa Romeo
- Ansaldo
- Anzani
- Aquila Italiana
- ASA
- A.T.S.
- Autobianchi
- B Engineering
- Bandini
- BBC
- Beccaria
- Bertone
- Bianchi
- Bizzarrini
- Brixia-Züst
- Carletti
- Castagna
- Ceirano
- Chiribiri
- Cisitalia
- Cizeta
- CMN
- Colli
- Conrero
- Coriasco
- Covini
- De Sanctis
- De Tomaso
- Diatto
- Ecoiniziative
- EFFIDI
- Ermini
- Faralli & Mazzanti
- FATA
- Feab
- Ferrari
- Fiat
- Fissore
- FLAG
- FOD
- Fornasari
- FRAM
- Franco
- Frua
- Garage Italia
- Garavini
- Ghia
- Giannini
- Gilco
- Grecav
- Innocenti
- Intermeccanica
- Iso
- Isotta Fraschini
- Itala
- Italian Car
- Lamborghini
- Lancia
- LMX
- Maggiora
- Mandarini
- Maserati
- Mazzieri
- Meccanica Maniero
- Monterosa
- Moretti
- Motto
- MyCar
- Nardi (Nardi-Danese)
- Nazzaro
- Neri & Bonacini
- OM
- OSCA
- O.S.I.
- Paganelli
- Pagani
- Piaggio
- Pininfarina
- Savio
- SCAT
- Serenissima
- Siata
- Siva
- SLC
- SPA
- Stabilimenti Farina
- Stanga
- Start Lab
- Stanguellini
- Tasso
- Temperino
- Teener
- Titania
- Town Life
- Vespa
- Vignale
- Viotti
- Zagato
- Züst

## Japan
- Acura
- Daihatsu
- Datsun
- Eliica
- Gigliato
- Honda
- Hino
- Infiniti
- Isuzu
- Lexus
- Mazda
- Mitsubishi
- Mitsuoka
- Nissan
- Ohta
- Prince Motor Company
- Scion
- Subaru
- Suzuki
- Suzusho
- Toyota

## Kenia
- Mobius

## Kirgizië
- Retro-Style

## Letland
- Russo-Balt

## Libanon
- Lykan

## Liechtenstein
- Jehle
- Orca

## Luxemburg
- TAG
- Wagner (op basis van Benz)

## Madagaskar
- Karenjy

## Maleisië
- Proton
- Perodua

## Man
- Peel

## Marokko
- Laraki

## Monaco
- Venturi

## Namibië
- URI

## Nederland
- ABS
- Akkermans
- Albers-Apollo
- Altena
- Amal-special
- Anderheggen
- Ankel
- Antilope
- Arno
- Ataf-Porata
- Autolette
- Auto-Palace
- AVH
- Baas
- Bakker
- Bambino
- Barkey
- Belcar
- Bermuda Buggy
- BGF
- Bird's Buggy
- Bisacar
- Burgers
- Burton
- Bij 't Vuur
- Carver (Vandenbrink)
- Charon
- Citeria
- Cygnus
- DAF (1974)
- Dakar
- Defenture
- Donkervoort
- Empire (2001)
- Eysink
- Gatso
- Gazelle
- Gelria
- Groninger Motorrijtuigen Fabriek
- Gruno
- Haarlemsche Automobiel- en Motorwielfabriek
- Hansan
- Hanssen
- Havas
- J.R.M.
- Konings
- Le Patron
- Luchjenbroers
- Max
- NedCar
- Neerlandia
- Nekaf
- Netam
- Omnia
- Rizovari
- Ruiter
- Ruska
- Saker
- Simplex
- Spyker (tot 1925)
- Spyker (na 2000)
- Startwin
- Vandenbrink (zie Carver)
- Vandenbrink Design
- Voglietta
- Waaijenberg

## Nepal
- Hulas

## Nigeria
- Innosson
- Nigus

## Noord-Korea
- Pyeonghwa Motors
- Tokchon

## Noorwegen
- Kewet
- Th!nk (ook als Pivco)
- Troll

## Oekraïne
- LuAZ
- ZAZ

## Oostenrijk
- Austro-Daimler
- Gräf & Stift
- Haflinger
- Lohner
- KTM
- Marcus
- ÖAF
- Puch
- Steyr
- Steyr-Daimler-Puch

## Polen
- AS
- FSM
- FSO
- FSR (producent van onder meer de Tarpan)
- Syrena

## Portugal
- Portaro
- UMM

## Roemenië
- ARO
- Aurel Persu
- Dacia
- Dimitrie Vasescu
- Iustin Capra
- M.R.
- Malaxa
- Marta
- Oltcit
- Rocar
- Rodae
- ROMLOC
- Uzinele Brasov

## Rusland
- Aleko, ook bekend als Moskvitch
- Aurus
- GAZ, ook bekend als Volga
- KAvZ
- Lada, ook bekend als VAZ
- Izh
- Moskvitch, ook bekend als Aleko
- Russo-Baltique
- UAZ
- VAZ, ook bekend als Lada
- Volga, ook bekend als GAZ
- Yalta
- ZIS
- ZIL

## Servië
- Yugo
- Zastava

## Slovenië
- Cimos
- IMV
- Revoz
- TAM
- Tushek

## Slowakije
- K-1 Engineering

## Spanje
- Cupra (voorheen SEAT Cupra genoemd)
- Hispano-Suiza
- Pegaso
- Santana
- Seat
- Tramontana

## Sri Lanka
- Vega

## Taiwan
- Yue Loong

## Tsjechië
- Aero
- Jawa
- Laurin & Klement
- Praga
- R.A.F.
- Škoda
- Tatra
- Walter
- Wikow
- Zbrojovka Brno

## Tunesië
- Wallyscar

## Turkije
- Otosan (Anadol)
- Diardi
- Etox
- Özaltin
- Tofaş
- TOGG

## Verenigde Arabische Emiraten
- Devel
- Zarooq

## Verenigde Staten
- Ace Motor Corp
- AC Propulsion
- Aerocar
- Ajax (1901-1903)
- Ajax (1921)
- Ajax (1925-1926)
- Allen
- Allstate
- Ambassador
- American Austin
- American Bantam
- American Electric
- American LaFrance
- American Locomotive Company (ALCO)
- American Motors Corporation
- American Voiturette Company
- Anderson Electric (werd Detroit Electric)
- Anhut Motor Car Company
- Apperson
- Armstrong Electric
- Arnolt
- Auburn
- Avanti
- Baker Electric
- American Bantam
- Beaver
- Bobbie Kar
- Briscoe
- Briggs-Detroiter
- Brush
- Buffalo Electric
- Buick
- Cadillac
- Chalmers
- Chandler
- Chaparral
- Checker Cab
- Chevrolet
- Church
- Chrysler
- Cleveland Electric
- Clénet
- Cole
- Colonial
- Columbia Electric
- Columbia Motors
- Commerce
- Consolidated Motor Company
- Cord Automobile
- Corvette
- Courier
- Crawford Automobile
- Crosley
- Crow-Elkhart
- Cunningham
- Day Automobile Company
- Dayton Electric
- Davis
- Del Mar
- DeLorean
- Demotcar
- DeSoto
- Detroit Automobile (1899-1901)
- Detroit-Dearborn
- Detroit Electric
- Diplomat
- Doble
- Dodge
- Dort
- Durant
- Duryea
- Duesenberg
- Edsel
- Electrakar
- Electric Carriage and Wagon Company (1896-1897) werd Electric Vehicle Company
- Electric Vehicle Company (1897-1909) werd Columbia Electric
- Electrobat
- E-M-F Company
- Empire
- Essex
- Everitt
- Excelsior
- Excalibur
- Flint
- Ford
- Franklin
- Frazer
- Frazer Nash
- Frazier
- GMC
- Graham
- Gregory
- Harrison
- Herreshoff
- Hollier
- Hoppenstand
- Huber
- Hudson
- Hummer
- Hupmobile
- Imperial
- International Harvester
- Jackson Automobile Company
- Jeep
- Jeffrey
- Johnson Service Company
- Jordan
- Kaiser
- Keller
- King
- Kingsway
- Kissel
- K-R-I-T
- LaFayette
- LaSalle
- Liberty
- Lincoln (Detroit, Michigan)
- Lincoln (Lincoln, Illinois)
- Lion
- Locomobile
- Logan
- Marmon
- Martin
- Maxwell
- Maxwell-Briscoe
- Mercury
- Metzger
- Michigan Automobile Company
- Michigan Motor Car Manufacturing Company
- Munson Company
- Muntz
- National
- Nash
- Northern
- Northway
- Oakland
- Oldsmobile
- Overland, (Willys)
- Packard
- Paige
- Panoz
- Parry
- W.A. Paterson Company
- Peerless
- Pierce-Arrow
- Plymouth
- Pontiac
- Pope
- Publix
- Pup
- Qvale
- Queen
- Rambler
- Republic
- Reo
- Rickenbacker
- Riker Electric
- Rocket
- Russell-Knight
- Sampson
- Saturn
- Saxon Motor Car Company
- Scarab (Reventlow)
- Sears, Roebuck Company
- Stanley
- Stearns
- Stevens-Duryea
- Stoddard
- Stout-Scarab
- Studebaker
- Stutz
- Tesla
- Thomas-Detroit
- Towne Shopper
- Tucker
- United States Motor Company
- Vector
- Warren-Detroit
- Waverley Electric
- Welch
- White
- Willys-Overland
- Winton
- Woods Electric
- Zeder
- Zimmer

## Verenigd Koninkrijk
- AC
- Allard
- Alta
- Alvis
- Arash
- Ariel
- Armstrong Siddeley
- Ascari
- Ashley
- Aston Martin
- Austin
- Austin-Healey
- Barabus
- Bentley
- Berkeley
- Bond
- Bristol Cars
- BSA
- Calthorpe
- Caterham
- Clan
- Crossley
- Daimler
- Dakar
- Deauville
- Dellow
- Elva
- Fairthorpe
- Farboud
- Frazer Nash
- Gibbs
- Gilbern
- Ginetta
- Gordon-Keeble
- Hillman
- Humber
- HWM (Hersham & Walton Motors)
- Jaguar
- James and Browne
- Jensen
- Jowett
- Kieft
- Lagonda
- Lanchester
- Land Rover
- Lea-Francis
- Lister
- Locost
- Lomax
- Lotus
- Marcos
- McLaren Automotive
- MG
- Morgan
- Morris
- Mini
- Noble
- Ogle
- Panther
- Peerless/Warwick
- Piper
- Princess
- Quantum
- Reliant
- Riley
- Rochdale
- Rolls-Royce
- Rover
- Singer
- Spartan
- Standard
- Star
- Sterling
- Sunbeam
- Swallow
- Talbot
- Tornado
- Trident
- Triumph
- Turner
- TVR
- Vanden Plas
- Vauxhall
- Wolseley

## Zuid-Korea
- GM Daewoo Motors
- Hyundai Motor Company
- Kia
- (Renault-)Samsung
- SsangYong

## Zweden
- AB Thulinverken
- Jösse Car
- Kalmar
- Koenigsegg
- MFI
- Saab Automobile
- Scania
- Tidaholm
- Vabis
- Volvo
- Warg

## Zwitserland
- Ajax
- Berna
- Dufaux
- Enzmann
- Henriod
- Martini
- Monteverdi
- Pic-Pic
- Rinspeed (koetsbouwer)
- Saurer
- Sbarro
- Turicum
- Zedel